# 新竹市立成德高級中學
新竹市立成德高級中學，又稱成德高中、成德中學、成德，為一所位於臺灣新竹市北區的市立普通型高級中等學校，校園與新竹神社為鄰，設有普通科普通班及體育班（棒球、籃球、拳擊、田徑專長）。

## 沿革
- 1966年，成立「新竹縣立第一中學[註 1]新竹分部」[註 2]。

- 1968年，獨立為「新竹縣立第四初級中學」。

- 1982年，改名「新竹市立成德國民中學」。

- 1996年，改制為「新竹市立成德中學」，屬於完全中學。

- 2001年，改名「新竹市立成德高級中學」[8]。

## 文化資產

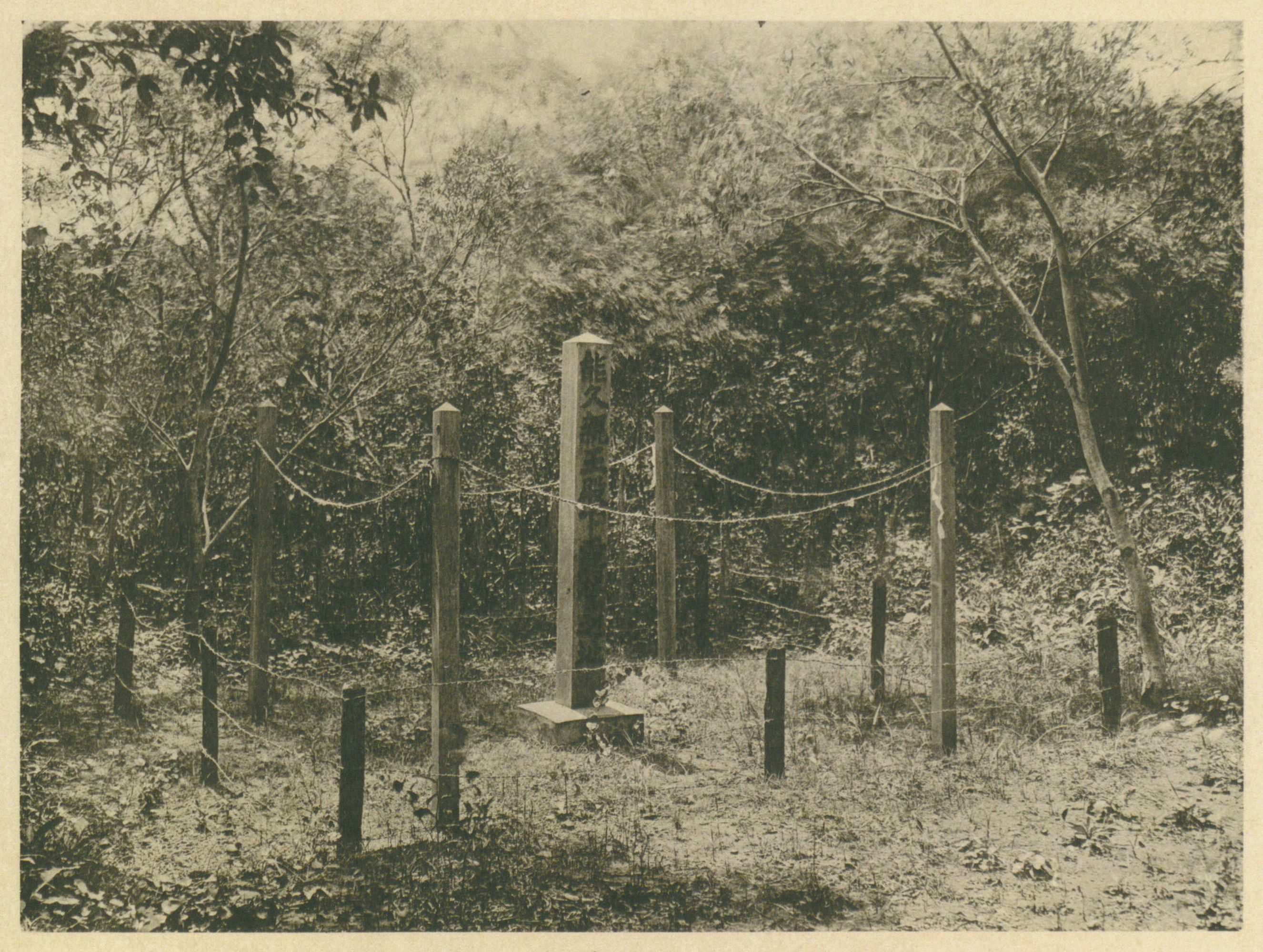
北白川宮能久親王紥營於成德高中校址

根據中央研究院臺灣史研究所資料，臺灣日治時期初期，日本皇族北白川宮能久親王率領的臺灣屯駐軍近衛師團曾駐紮於新竹松嶺，即今日的成中校園，其中1896年新竹支廳長松村雄之在今日牛埔山之成德高中校地建立「御露營紀念碑」，位於當時的新竹神社境內，目前已不存在。1903年北白川宮能久親王的兒子成久王為了紀年其父，在該地周遭親手種下2顆黑松，一顆位於山下的新竹神社遺址，另一顆位於山上的成中校園，2014年曾因九降風吹拂面臨倒塌危機後為市府列管維護，成德高中也在老松樹一旁設置歷史保護區，並保存1942年石刻的紀念詩碑。

## 校長
下表列出曾任新竹市立成德高級中學校長的人員：
| 任期 | 姓名       | 任職日期  | 離職日期  |
| ---- | ---------- | --------- | --------- |
| 1    | 鄭際唐先生 | 1966年8月 | 1980年7月 |
| 2    | 李鳴飛先生 | 1980年8月 | 1985年7月 |
| 3    | 陳秋炎先生 | 1985年8月 | 1986年7月 |
| 4    | 王一平先生 | 1986年8月 | 1997年7月 |
| 5    | 蔡銘泉先生 | 1997年8月 | 1999年7月 |
| 6    | 洪賢明先生 | 1999年8月 | 2007年7月 |
| 7    | 蔡雅雅女士 | 2007年8月 | 2015年7月 |
| 8    | 黃小芳女士 | 2015年8月 | 2019年7月 |
| 9    | 楊青山先生 | 2019年9月 | 2023年7月 |
| 10   | 沈永昆先生 | 2023年8月 | 現任      |

## 友好學校
- 日本德島縣立鳴門高等學校[15]

- 日本明德義塾中學校及高等學校[16]

### 來源
1. ↑  新竹巿成德高中 - 制服LOGO
2. ↑  教育部. .   [2024-01-29]. （原始内容存档于2024-01-29）.
3. 1 2  洪美秀. . 自由時報. 2014-09-18  [2023-10-07]. （原始内容存档于2023-04-25）.
4. ↑  .   [2021-08-31]. （原始内容存档于2021-08-31）.
5. ↑  .   [2024-11-29]. （原始内容存档于2025-01-21）.
6. ↑  .   [2024-11-29]. （原始内容存档于2025-01-21）.
7. ↑  .   [2024-12-01]. （原始内容存档于2025-01-21）.
8. 1 2 3  .   [2023-04-25]. （原始内容存档于2023-04-25）.
9. ↑  中央研究院臺灣史研究所. . 開放博物館.   [2023-04-28]. （原始内容存档于2023-04-28）.
10. ↑  新竹市產業發展處生態保育科. .   [2024-01-30]. （原始内容存档于2024-01-30）.
11. ↑  新竹街役場. . 新竹市地方寶藏資料庫.   [2023-04-28]. （原始内容存档于2023-04-28）.
12. ↑  成德高中圖書館. .   [2024-01-30]. （原始内容存档于2024-02-05）.
13. ↑  .   [2024-01-30]. （原始内容存档于2024-01-29）.
14. ↑  洪美秀. . 自由時報. 2023-07-27  [2024-01-31]. （原始内容存档于2024-01-30）.
15. ↑  新竹巿立成德高中赴德島縣姐妹校交流,獲熱烈歡迎 - 台北駐大阪經濟文化辦事處 Taipei Economic and Cultural Office in Osaka
16. ↑  成德高中大事記. .

### 文獻
- 新竹市政府文化局、總編纂張永堂、主修林松、監修林政則. . 新竹市東區: 新竹市政府. 2005-11. ISBN 9-8600-2464-2 （中文）.  改
- . 臺灣記憶.   [2023-04-22].

### 註解
1. ↑  簡稱竹一中。來源原文並不使用新竹一中一詞。
2. ↑  使用新竹市立體育場、新竹孔廟和新竹市東門國小場地。[8]

## 外部來源
- 新竹巿成德高中 - 首頁 （页面存档备份，存于）
- 新竹巿成德高中 - 校友會 （页面存档备份，存于）
- 新竹市立成德高級中學Facebook
- 成德高中圖書館 | Hsinchu | Facebook